# Merops oreobates
Il gruccione pettocannella (Merops oreobates Sharpe, 1892) è un uccello appartenente alla famiglia Meropidae, diffuso  in Burundi, Repubblica Democratica del Congo, Etiopia, Kenya, Ruanda, Sud Sudan, Tanzania e Uganda.
Misura 22 centimetri di lunghezza e pesa 17-38 grammi.